# Berend Klasink
Berend Klasink, gelegentlich auch Bernhard Klasinck geschrieben (* 21. Juni 1874 in Wilsum; † 11. September 1953 ebenda) war ein evangelisch-reformierter Landwirt und Politiker der Grafschaft Bentheim.

## Leben und Werk
Bernd Klasink wurde in eine alteingesessene und angesehene Grafschafter Familie geboren. Seine Eltern waren der Landwirt Gerd Klasink (1842–1884) und dessen Ehefrau Jenne, geborene Hölter (1844–1917). Nach dem Besuch der Wilsumer Volksschule bildete er sich durch Abendkurse weiter. 1893 wurde er zum Militärdienst einberufen und nach Ausbruch des Ersten Weltkriegs eingezogen. Er diente zunächst in Frankreich, bis er in das Emsland zur Grenzbewachung versetzt wurde. Als Erstgeborener wurde er Hoferbe eines 46 Hektar großen Wilsumer Anwesens der Familie.
Klasink heiratete am 8. April 1910 standesamtlich (gefolgt von der kirchlichen Trauung am 21. Juni 1910) Gerdken Woerthuis (1880–1921), eine Tochter des Wilsumer Landwirts Jan Hindrik Woerthuis (1851–1918) und seiner Ehefrau Jenne, geborene Smit (1850–1923). Aus dieser Ehe gingen drei Töchter und drei Söhne hervor. Da seine Frau Gerdken am 23. März 1921 an „Schwindsucht“ (Tuberkulose) starb, heiratete er am 26. Januar 1922 deren jüngere Schwester Ale (1892–1956). Aus der Ehe gingen ebenfalls sechs Kinder hervor.
Von 1907 bis 1919 war Klasink stellvertretender Vorsitzender des Wasser- und Bodenverbands der Radewijker Niederung. Ferner gehörte er 24 Jahre lang dem Vorstand des Brandkassenvereins Wilsum an. Als Neffe des deutschkonservativen Vertreters im Preußischen Abgeordnetenhaus, Gerd Damink (1844–1915), wurde sein Interesse an der Politik früh geweckt, und er engagierte sich in seiner Gemeinde Wilsum kommunalpolitisch. Um 1924 trat Klasink der demokratiefeindlichen rechten Deutschnationalen Volkspartei (DNVP) bei. Als zur Wahl des hannoverschen Provinziallandtags 1925 eine parteiübergreifende Liste „Grafschaft Bentheim“ geschaffen wurde, warb Klasink für diese Wahlliste. Aufgrund einiger fehlender Stimmen und des Formfehlers einer verbündeten Liste aus Osthannover schlugen diese politischen Ambitionen der Grafschafter Landwirtschaft jedoch fehl. Zugleich gehörte Klasink im Frühjahr 1925 dem Wahlausschuss zur Förderung und Propagierung der Wahl von Karl Jarres (1874–1951) an, den die DNVP und die Deutsche Volkspartei (DVP) als Kandidaten des rechten Lagers zur Reichspräsidentenwahl nominiert hatten. 1928 trat Klasink zusammen mit einer Reihe von Parteifreunden aus der Partei aus und unterstützte zur Reichstags- und preußischen Landtagswahl vom Mai 1928 die agrarische Splitterpartei Christlich-Nationale Bauern- und Landvolkpartei (CNBLP), die zur stärksten Partei der Grafschaft avancierte. Der nach dieser Wahl fast in die Bedeutungslosigkeit gefallene DNVP-Landesverband Osnabrück bot der CNBLP an, bei einem Verzicht auf weiteres eigenständiges politisches Vorgehen bei der Provinziallandtagswahl als DNVP-Spitzenkandidaten einen Repräsentanten aus deren Reihen aufzustellen. Das Angebot wurde angenommen und Klasink nominiert. Bei der Wahl erholte sich die DNVP und wurde in der Grafschaft Bentheim mit 4153 Stimmen nur knapp von der DVP geschlagen; Klasink gewann das einzige DNVP-Mandat im Regierungsbezirk Osnabrück. Der Erfolg war jedoch nur von kurzer Dauer; in der Folge wechselten viele, insbesondere altreformierte Wähler unter anderem zum neuen Christlich-Soziale Volksdienst (CSVD). Klasink kandidierte zur Reichstagswahl von 1930 auf dem – aussichtslosen – Platz 7 der DNVP-Wahlkreisliste Weser-Ems.
Ab 1931 setzte sich Klasink, insbesondere zusammen mit dem Gildehauser Bürgermeister Ernst Buermeyer (1883–1945) und dem Nordhorner Buchdruckereibesitzer und Zeitungsverleger Engelbert Pötters (1882–1961) für eine Verbesserung der Verkehrsanbindung und Erschließung der vernachlässigten Grenzregion durch ausgedehnte Kultivierung von Ödlandflächen ein. Dabei wehrte er sich allerdings gegen die unter anderem von Heuerleuten geforderte Enteignung dieser Ödlandflächen zur freien Siedlung für Menschen ohne Grundeigentum, sondern trat für eine „Siedlung vom Hofe“ ein, wobei mit Hilfe massiver staatlicher Hilfe und großflächiger Entwässerungsvorhaben durch die bäuerlichen Grundeigentümer eine allmähliche Kultivierung der Flächen erfolgen solle.
Ab den 1930er Jahren sorgten die ständig einflussreicher werdenden Nationalsozialisten für weitere erhebliche Abwanderungen bei den Deutschnationalen. 1933 stellte die DNVP, die sich nun „Kampffront Schwarz-Weiß-Rot“ (KFSWR) nannte, Klasink erneut als ihren Spitzenkandidaten zur Provinziallandtagswahl auf. Zwar büßte die Partei viele Stimmen an die Nationalsozialisten ein, konnte aber zwei Mandate im Regierungsbezirk erringen, von denen Klasink eines einnahm.
Als offener Widersacher der lokalen Nationalsozialisten musste Klasink, nachdem er einen Beitritt zur NSDAP abgelehnt hatte, 1933 alle öffentlichen Ämter abgeben und sich aus dem öffentlichen politischen und verbandlichen Leben zurückziehen. Nach Kriegsende konnte er, politisch nachweislich unbelastet, früh wieder öffentliche Verantwortung übernehmen. So gehörte er in den Nachkriegsjahren dem Vorstand des Landwirtschaftlichen Kreisvereins der Grafschaft Bentheim an und wirkte in verschiedenen Ausschüssen mit, die sich mit der Regulierung der Vechte, der Dinkel und der Hase beschäftigten, war bei der Linksemsischen Kanalgenossenschaft aktiv und im Vorstand des Evangelisch-reformierten Niedergrafschafter Krankenhausvereins. Zusammen mit kirchlichen Kreisen bemühte er sich um Hilfe und Integrationsmaßnahmen für die Ostflüchtlinge.
Klasink sprach niederländisch und besaß enge Kontakte zum Nachbarland, die er erfolgreich einsetzte, um Gebietsforderungen der Niederlande in der Nachkriegszeit entgegenzutreten.

## Ehrungen
Aufgrund seines Einflusses und seiner imposanten Erscheinung mit einem Vollbart wurde Klasink als „Zar von Wilsum“ zu einer bekannten Persönlichkeit der Nachkriegszeit. Eine „Der Spiegel“-Reportage vom November 1949 zeigte Klasinks Porträt als Titelbild und stellte ihn in den Mittelpunkt einer Reportage über die Situation der Grafschaft Bentheim zwischen Erdölfunden und niederländischen Gebietsforderungen.
Nach dem Zweiten Weltkrieg wurde er zum Ehrenmitglied des Grafschafter Landwirtschaftlichen Kreisvereins und des Emsländischen Landvolks ernannt.
1953 wurde Berend Klasink als erster Grafschafter mit dem Verdienstkreuz am Bande der Bundesrepublik Deutschland ausgezeichnet.